# VAX1
VAX1 (англ. Ventral anterior homeobox 1) – білок, який кодується однойменним геном, розташованим у людей на короткому плечі 10-ї хромосоми. Довжина поліпептидного ланцюга білка становить 334 амінокислот, а молекулярна маса — 34 713.
| 10         |  | 20         |  | 30         |  | 40         |  | 50         |
| ---------- |  | ---------- |  | ---------- |  | ---------- |  | ---------- |
| MFGKPDKMDV |  | RCHSDAEAAR |  | VSKNAHKESR |  | ESKGAEGNLP |  | AAFLKEPQGA |
| FSASGAAEDC |  | NKSKSNSAAD |  | PDYCRRILVR |  | DAKGSIREII |  | LPKGLDLDRP |
| KRTRTSFTAE |  | QLYRLEMEFQ |  | RCQYVVGRER |  | TELARQLNLS |  | ETQVKVWFQN |
| RRTKQKKDQG |  | KDSELRSVVS |  | ETAATCSVLR |  | LLEQGRLLSP |  | PGLPALLPPC |
| ATGALGSALR |  | GPSLPALGAG |  | AAAGSAAAAA |  | AAAPGPAGAA |  | SPHPPAVGGA |
| PGPGPAGPGG |  | LHAGAPAAGH |  | SLFSLPVPSL |  | LGSVASRLSS |  | APLTMAGSLA |
| GNLQELSARY |  | LSSSAFEPYS |  | RTNNKEGAEK |  | KALD       |  |            |

A: Аланін

C: Цистеїн

D: Аспарагінова кислота

E: Глутамінова кислота

F: Фенілаланін

G: Гліцин

H: Гістидин

I: Ізолейцин

K: Лізин

L: Лейцин

M: Метіонін

N: Аспарагін

P: Пролін

Q: Глутамін

R: Аргінін

S: Серин

T: Треонін

V: Валін

W: Триптофан

Кодований геном білок за функцією належить до білків розвитку. 
Задіяний у таких біологічних процесах, як транскрипція, регуляція транскрипції, альтернативний сплайсинг. 
Білок має сайт для зв'язування з ДНК. 
Локалізований у ядрі.